# Liman fluviatil
Un liman fluviatil este un tip de liman format prin bararea de către un grind a gurii de vărsare a unui râu afluent, de către râul sau fluviul colector al acestuia. Ca pentru orice liman, grindul este străpuns de o portiță prin care se fac revărsările când debitul afluentului ridică nivelul limanului.